# Raúl Macías
Raúl Macías (* 28. Juli 1934 in Mexiko-Stadt, Mexiko; † 23. März 2009) war ein mexikanischer Boxer im Bantamgewicht. 

## Profikarriere
Im Jahre 1952 begann er erfolgreich seine Karriere. Am 9. März 1955 boxte er gegen Chamroen Songkitrat sowohl um die universelle als auch um die vakante NBA-Weltmeisterschaft und siegte durch technischen K. o. in Runde 11. Diese Gürtel verlor er im November 1957 an Alphonse Halimi durch geteilte Punktentscheidung. 
Im Jahre 1962 beendete er seine Karriere.